# Saint-Bérain-sur-Dheune
Saint-Bérain-sur-Dheune – miejscowość i gmina we Francji, w regionie Burgundia-Franche-Comté, w departamencie Saona i Loara.
Według danych na rok 1990 gminę zamieszkiwało 446 osób, a gęstość zaludnienia wynosiła 35 osób/km² (wśród 2044 gmin Burgundii Saint-Bérain-sur-Dheune plasuje się na 497. miejscu pod względem liczby ludności, natomiast pod względem powierzchni na miejscu 759.).